# Rory Carroll
Rory Carroll   (Dublín, 1972) és un periodista irlandès que treballa per al periòdic britànic The Guardian i ha informat com a corresponsal des dels Balcans, l'Afganistan, l'Iraq, l'Amèrica Llatina i Los Angeles. Actualment és el corresponsal a Irlanda.

## Biografia
Nascut a Dublín, Carroll es va graduar al Blackrock College, al Trinity College i a la Universitat de la Ciutat de Dublín. Va començar la seva carrera al diari The Irish News de Belfast, treballant com a reporter del 1995 al 1997, quan va ser nomenat jove periodista de l'any als premis de mitjans de comunicació d'Irlanda del Nord.
A partir del 1999, va ser enviat per The Guardian com a corresponsal estranger al Iemen i Sèrbia durant les conseqüències de la guerra de Kosovo.
El seu reportatge de Qalaye Niazi, on un grup de persones que celebraven un casament va ser bombardejat per avions nord-americans, va alimentar les crítiques a la campanya aèria del Pentàgon. Va informar sobre el primer desplegament de combat a l'estranger del Regne Unit des de la primera Guerra del Golf.
El Trinity College va atorgar-li un premi com un dels deu antics alumnes amb més èxit als premis d'antics alumnes del 2023.

## Obra
- 2013. Comandante: The Life and Legacy of Hugo Chávez. Publicat el 7 de març de 2013 —dos dies després de l'anunci de la mort de Chávez— per Penguin Press als Estats Units i per Canongate al Regne Unit. La revista Foreign Policy el va nomenar com un dels 25 llibres per llegir el 2013.[8]
- 2023. There Will Be Fire: Margaret Thatcher, the IRA, and Two Minutes That Changed History. Publicat el 4 d'abril de 2023. Narra l'intent gairebé reeixit de l'IRA Provisional d'assassinar la primera ministra britànica Margaret Thatcher durant l'atemptat de Brighton de 1984. El llibre explora el clima polític de l'època i les conseqüències.[9][10]